# Edward Mulhare
Edward Mulhare (8. dubna 1923 Cork, Irsko – 24. května 1997 Los Angeles, Kalifornie, USA) byl irský herec. Je známý ze seriálu Knight Rider jako Devon Miles.

## Filmografie
- 1955: Giv'a 24 Eina Ona
- 1964: Signpost to Murder
- 1965: Von Ryanův Expres
- 1966
  - Eye of the Devil
  - Náš muž Flint
- 1967
  - Caprice
  - Žiješ jenom dvakrát
- 1968: Ghost & Mrs. Muir, The (seriál)
- 1969: Gidget Grows Up (TV film)
- 1974: Benjamin Franklin: The Ambassador
- 1982
  - Knight Rider (TV film)
  - Knight Rider (TV seriál)
  - Megaforce
- 1984: To je vražda, napsala (TV film)
- 1987: B-17: The Flying Fortress (video film)
- 1991: Knight Rider 2000 (TV film)
- 1995: Hart a Hartová: Tajemství srdce (TV film)
- 1997: Tanec na vlnách